# 金沢市立夕日寺小学校
金沢市立夕日寺小学校（かなざわしりつ ゆうひでらしょうがっこう、英語: Kanazawa Municipal Yuuhidera Elementary School）は、石川県金沢市東長江町にある公立小学校。2024年5月時点の全校児童数は240人である。

## 沿革
《主要な出典：》
- 1873年（明治06年） - 長屋小学校創設[6]。
- 1887年（明治20年）3月 - 長屋小学校を廃止し、牧簡易小学校を設置[7]。
- 1892年（明治25年）
  - 3月 - 長屋尋常小学校を再興[7]。
  - 6月 - 牧尋常小学校を設置[7]。
- 1897年（明治30年）
  - 2月 - 長屋・牧の両校を合併[7]。
  - 3月[1] - 小金村立夕日寺尋常小学校創立（長屋尋常小学校の校舎を使用[7]）。
- 1901年（明治34年）7月 - 字夕日寺に校舎を新築、移転[7]。
- 1907年（明治40年）8月10日 - 小金村ほか3村が合併して小坂村が発足し、これに伴い、河北郡小坂村立夕日寺尋常小学校'と改称。
- 1936年（昭和11年）4月1日 - 小坂村の金沢市編入に伴い、金沢市立夕日寺尋常小学校と改称。
- 1941年（昭和16年）4月1日 - 国民学校令施行に伴い、金沢市立夕日寺国民学校と改称。
- 1947年（昭和22年）4月1日 - 学制改革により、金沢市立夕日寺小学校と改称。所在地：金沢市夕日寺町ハ1番地[8]。
- 1949年（昭和24年）11月 - 開校50周年[注釈 1]記念式挙式。
- 1950年（昭和25年）10月 - 校歌制定。
- 1976年（昭和51年）6月15日 - 新校舎が完成[9]。同月に移転。所在地：金沢市夕日寺町ロ35番地[10]。
- 2003年（平成15年）8月 - 新校舎起工式。
- 2005年（平成17年）
  - 3月25日・26日 - 新校舎移転。所在地：金沢市東長江町に17番地（現在地）。
  - 4月17日 - 新校舎竣工式挙行。
- 2011年（平成23年）11月 - ユネスコスクール認定。
- 2012年（平成24年）12月5日 - 創立140周年[注釈 2]記念式典挙行。
- 2019年（令和元年）10月21日 - 夕日寺地名発祥1300年記念式典。

## 服装
標準服の着用が義務付けられている。